# Ammonius (cràter)

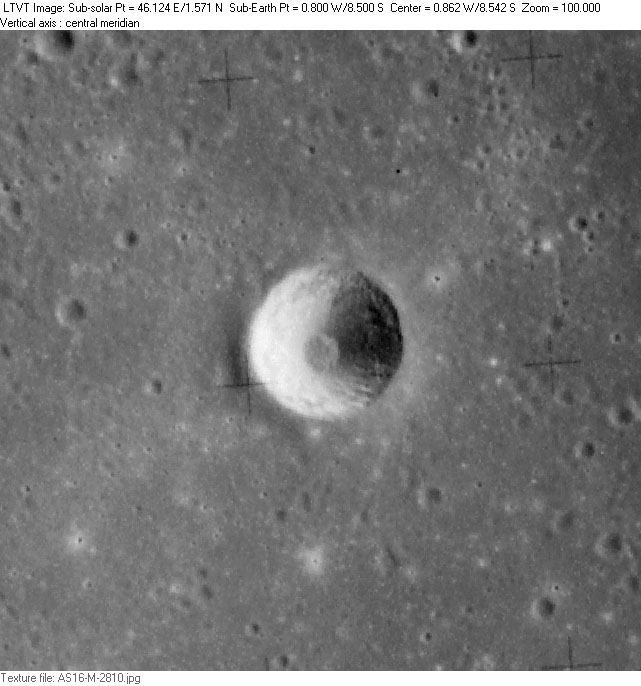
Fotografia de la missió Apol·lo 16

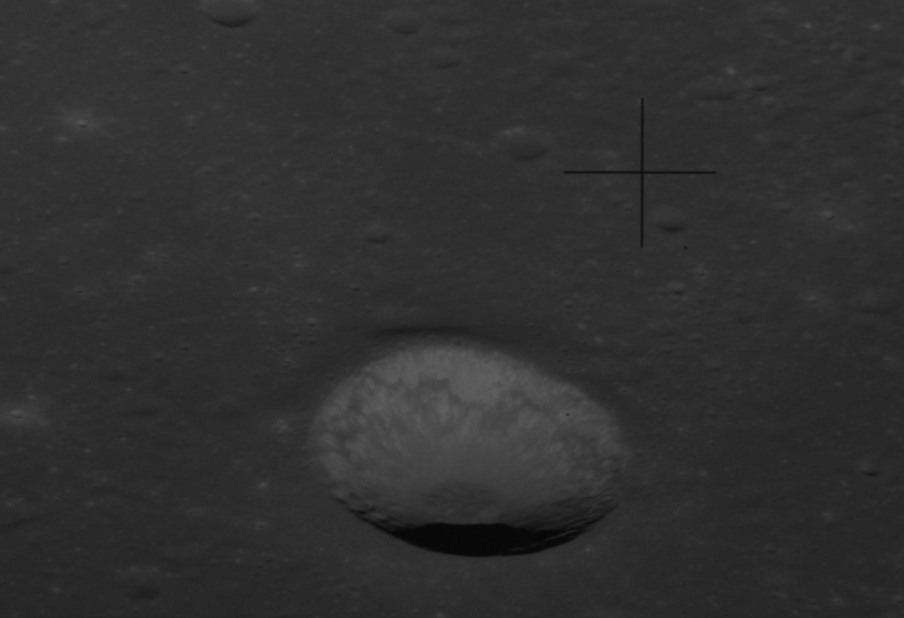
Fotografia de la missió Apol·lo 14

Ammonius és un cràter d'impacte lunar en forma de bol amb una vora lleugerament elevada. Es troba a l'interior de la plana emmurallada del cràter Ptolemeu, a uns 30 quilòmetres al nord-est del punt central del cràter. En el passat aquest cràter va ser identificat com Ptolemeu A, abans de ser anomenat per la UAI.

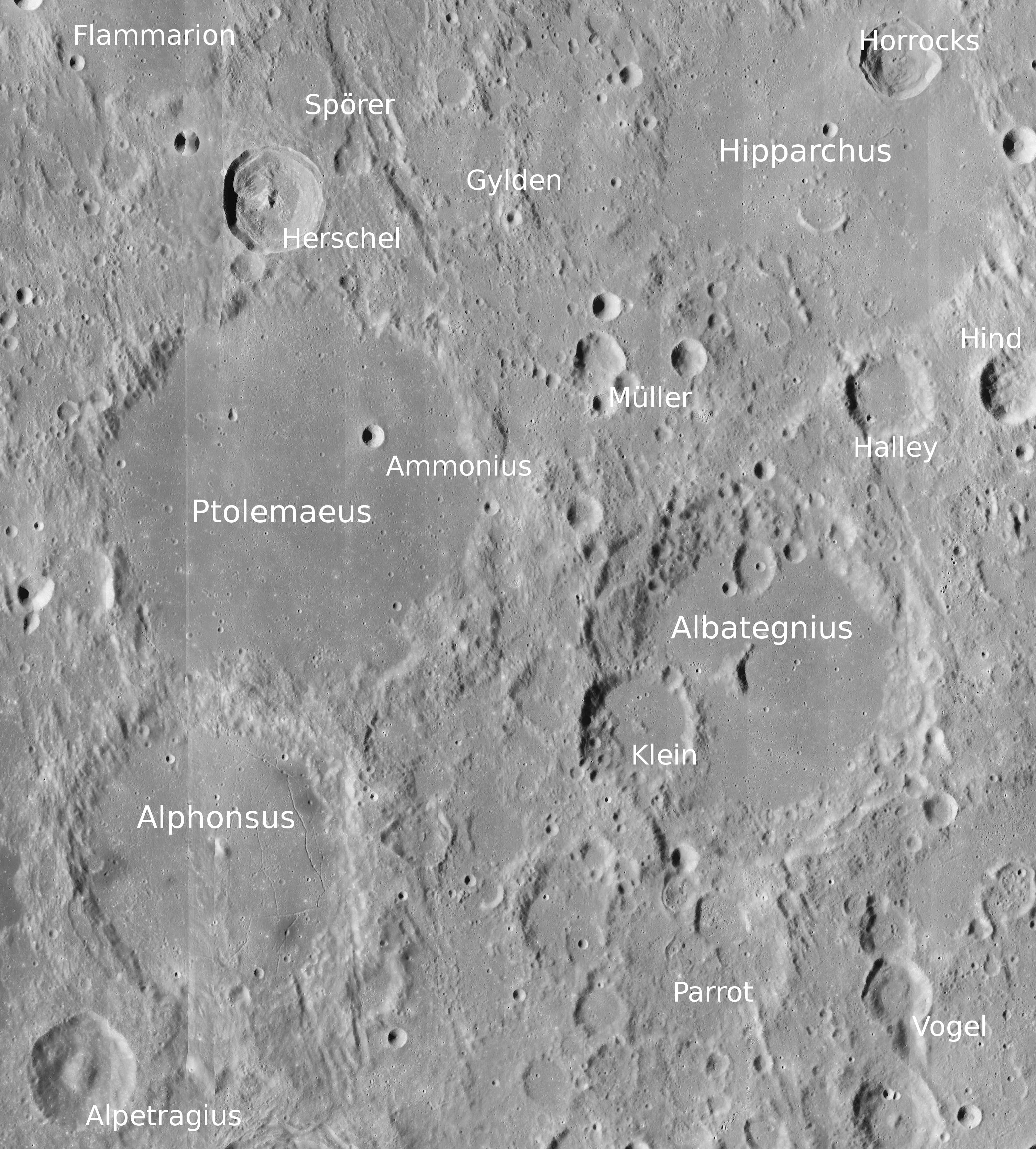
Localització d'Ammonius a l'interior de Ptolemeu.

Just al nord en el sòl inundat de lava de Ptolemeu apareix un cràter "palimpsest" relativament important: les discernibles vores enterrades d'un cràter preexistent. El diàmetre d'aquest cràter fantasma és gairebé el doble que el d'Ammonius, i actualment s'identifica com Ptolemeu B.

## Denominació
El cràter porta el nom d'Ammonius. En el passat, aquest cràter va ser identificat com Ptolemeu A, abans que la UAI li assignés la seva denominació actual en 1976. Abans que se li adjudiqués el nom d'Ammonius, va haver-hi un intent perquè fos anomenat Lyot, nom que seria utilitzat per a un altre cràter situat extrem sud-est de la Lluna (vegeu el cràter Lyott).